# 佛爾岩摩崖造像
佛爾岩摩崖造像位於四川省內江市威遠縣，文物遺址年代判定為唐代至清代。2007年6月1日公佈為四川省第七批文物保護單位。